# Kelly Price
Kelly Cherelle Price, född 4 april, 1973 i Queens, New York, är en platinasäljande amerikansk R&B/Soul-sångerska.
Kelly Price upptäcktes av sångerskan Mariah Carey i februari 1992 vilket ledde till ett möte med Sony Columbias skivbolagschef Tommy Mottola. Efter att ha medverkat på en rad musiksinglar som bakgrundssångerska släpptes Kellys debutalbum, Soul of a Woman, år 1998. Albumet blev en kommersiell hit som certifierades dubbelplatina av RIAA. En remix av albumes huvudsingel, "Friend of Mine", blir Kellys största solosingel hittills med en första plats på USA:s R&B-lista. 1999 sjöng Price som gästartist på "Heartbreak Hotel", den ledande singeln från Whitney Houstons album My Love Is Your Love. Singeln sålde platina och hade topp-tio placeringar på de flesta internationella singellistorna. Följande år (2000) gav sångerskan ut sitt andra studioalbum, Mirror, Mirror under Def Jam Records. Skivan blir Kellys högst listpresterande musikalbum till dagens dato och certifierades platina. Albumets ledande singel, "As We Lay", blev en topp-tio hit på USA:s Hot R&B/Hip-Hop Songs samt nominerades till en amerikansk Grammy Award.
Efter ett kortare uppehåll släpptes sångerskans tredje studioalbum, Priceless, år 2003. Trots att skivan blev Price' tredje kommersiellt lyckade studioalbum på rad, misslyckades alla de fyra utgivna singlarna att slå igenom på musikmarknaden. År 2006 debuterade Kelly med ett gospelalbum, This Is Who I Am, som släpptes under hennes eget skivbolag, EcclecticSounds Records. Albumet klättrade till första platsen på USA:s gospellista. Kelly Price' femte studioalbum, Kelly, gavs ut den 3 maj 2011 och tog sig till en 9:e plats på den amerikanska R&B-listan. Huvudsingeln "Not My Daddy", klättrade till en 22:a plats på Hot R&B/Hip-Hop Songs.
Kelly Price har blivit nominerad till flera utmärkelser under sin karriär. Däribland fyra nomineringar till Grammy Awards samt fyra Soul Train Awards där hon också vann utmärkelsen "Favorite R&B/Soul or Rap New Artist" 1999.

## Diskografi
Studioalbum
- 1998: Soul of a Woman
- 2000: Mirror, Mirror
- 2003: One Family - A Christmas Album
- 2004: Priceless
- 2006: This Is Who I Am
- 2011: Kelly
- 2014: Sing Pray Love Vol.1: Sing